# Tribanj
Tribanj is een plaats in de gemeente Starigrad in de Kroatische provincie Zadar. De plaats telt 338 inwoners (2001).